# История Черногории
В древности территория Черногории была заселена иллирийцами. С I века до н. э. — под властью Древнего Рима. В VI веке здесь расселились сербы. С VI по XI века территория современной Черногории находилась под властью Византийской империи или под властью Властимировской Сербии. В XI—XII веках здесь существовало Дуклянское государство, которое было центром сербской государственности в этот период и к концу своего существования включало в свой состав все сербские земли. При сербском жупане Стефане Немане (ок. 1170—1196) Зета была присоединена к государству Неманичей. С распадом Сербо-греческого царства Сербия пережила период феодального распада.. В конце XIV — первой половине XV века приморские города отошли к Венеции. В 1439 году на территорию современной Черногории вторглись турки. В 1499 году территория Черногории была официально присоединена к Османской империи. В XVII веке цетинские митрополиты превратились в политических правителей Черногории. После победы в битве при Крусах (1796) Черногория фактически обрела независимость.

## Дославянский период
Возможные костяные орудия ранних гоминин («отбойник» и «ретушер») из нижних слоёв 11 и 10 многослойного пещерного местонахождения Трлица (Trlica) около города Плевли (поздневиллафранкская фауна млекопитающих) датируется 1,8—1,5 млн лет назад.
На археологическом памятнике Красная Скала недалеко от деревни Петровичи (муниципалитет Никшич, у границы Черногории и Боснии и Герцеговины) имеются культурные слои от мустье до бронзового века. Половина последовательности (глубина 10 метров) древнее 40 тыс. лет назад.
Орудия микромустьерской культуры, найденные около Подгорицы по левому борту долины реки Морача в скальном навесе Биоче в слоях, перекрывающих горизонт вулканического пепла, подтвердили гипотезу о том, что кампанское вулканическое суперизвержение Флегрейских полей, произошедшее 39 тыс. лет назад в районе Флегрейских полей на Апеннинах и продолжавшееся сотни лет, не уничтожило полностью популяцию неандертальцев.
Орудийный набор из слоёв С1, В2 и В1 скального навеса Малишина Стена в ущелье реки Чехотина (окрестности села Лютичи в контексте финала среднего палеолита ближе всего к каменным индустриям из скальных навесов Биоче (слои 2 и 1) и Црвена Стена (слои XVI–XII) в центральной части Черногории, в нём отсутствуют признаки ориньякской морфологии. В орудийном наборе представлены граветтоидные острия, микропластины с притуплённым краем и мелкие скребки, характерные для заключительного этапа верхнего палеолита. Древнейшие позднепалеолитические слои пещеры Малишина Стена датируются возрастом около 50 тысяч лет.
У образца I13777/839; поздний бронзовый век, MNE_LBA_brother.I13169_son.or.brother.I13776, Velika Gruda, 1450—1250 лет до н. э.) определили митохондриальную гаплогруппу U5a2d и Y-хромосомную гаплогруппу J2b2a1a1a1~-Z2507. У образца I13169/876 (Velika Gruda, Burial 5, Box G, MLBA, 1407—1271 лет до н. э.) определили митохондриальную гаплогруппу U5a2d и Y-хромосомную гаплогруппу J2b2a1a1a1a1a-Z1297. У образца I14499 (1450-1250 BCE, MNE_LBA_1d.rel_I13168, Velika Gruda) определили Y-хромосомную гаплогруппу J2, у образца I13775 (1450-1250 BCE, MNE_LBA, Velika Gruda) — J2b2a1a1a1~-Z2507, у образца I13167 (1216-1052 calBCE, MNE_LBA, Velika Gruda) — J2b2a1a1a1a1a1b~-Y21878, у образцов I13778 (1386-1212 calBCE, MNE_LBA, Velika Gruda) и I14498 (1300-1000 BCE, MNE_LBA, Velika Gruda) — J2b2a1a1a1a1a-Z1297. У образца I13166 (1450-1000 BCE, MNE_LBA_outlier, Velika Gruda) определили Y-хромосомную гаплогруппу I.
Древнейшими жителями Черногории в античную эпоху были иллирийцы. Позднее греческие колонисты основали города на морском побережье, и вся территория была постепенно включена в состав Римской (позднее Византийской) империи.
Территорию Черногории населяли иллирийские племена: ардиеи, пируеты, плереи, энхелеи и частично ауторияты.

## Средние века

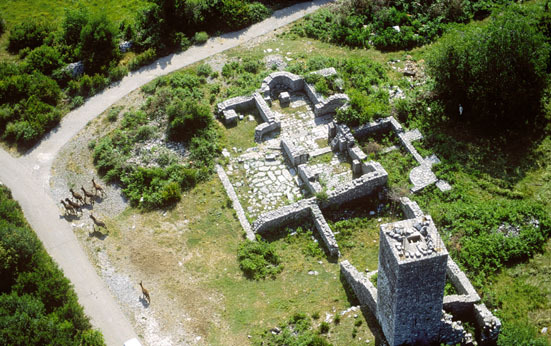
Остатки монастыря XI века «»

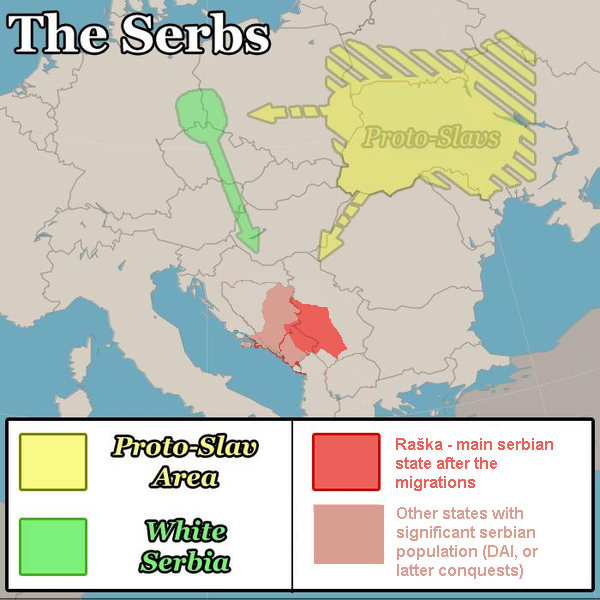
Миграция сербов в начале 7 века

Об истории сербских племён на территории Черногории сообщает в середине X века византийский император Константин Багрянородный. Согласно его описанию между Драчем и Котором располагалась область Дукля, а к северу от неё — Травуния. Упоминает он и о трёх городах, находившихся во внутренних областях Дукли. На побережье Дукли с античных времён существовали города Котор, Будва, Улцинь и Скадар. Население приморских городов было в основном романским. Христианство в сербских землях окончательно утвердилось во второй половине IX века. По свидетельству Константина Багрянородного, сербские племена в этой части Балкан, включая дуклян, «сделались самостоятельными и независимыми» (от Византии).
Сербские племена начали заселять Балканский полуостров примерно около VI века н. э.
В начале VII века на территории бывшей римской провинции Превалис было основано сербское государство Дукля. Его центр располагался в римском городе Доклеа (в районе нынешней столицы Черногории Подгорицы). Дукля поначалу формально входила в состав Византийской империи.
Сербские жупаны, или вожди племён средневековой Дукли находились под сюзеренитетом Византии вплоть до второй половины X века, когда они признали власть собственного князя, который оставался вассалом Византии до 1040-х годов.
Во время правления в Дукле князя Владимира в X веке Дукля была покорена болгарским царём Самуилом. Владимир был уведён в плен и после женитьбы на царской дочери Теодоре Косаре вернул себе власть в Дукле на правах вассала Самуила.

### Дуклянское государство (Сербия Воиславлевичей)

Сербия (Дукля) под властью Константина Бодина из династии Воиславлевичей. По сравнению с современными сербскими границами.

С VI по XI века территория современной Черногории находилась под властью Византийской империи или под властью Властимировской Сербии. В XI веке сербские земли попали под власть Византии, и центр борьбы за независимость переместился из континентальных областей Сербии в приморские районы — Дуклю, Травунию, Захумье. В IX—X веках власть в этих областях периодически находилась в руках жупанов Рашки. Дукля с XI—XII веков стала также именоваться Зетой.
В 1035 году в Дукле произошло антивизантийское восстание во главе с Воиславом, которое закончилось его поражением. Воислав был уведён в Константинополь, но после побега ему удалось взять власть в Дукле, Травунии и Захумье в свои руки. В 1040—1041 годах в западной части Балканского полуострова произошло восстание. В 1042 году византийское войско разграбило Дуклю. В ответ войска Воислава нанесли византийцам тяжёлое поражение. После этого Воислав создал независимое Дуклянское государство. После Воислава власть перешла его сыну Михаилу (ок. 1050 — ок. 1082), который включил в своё государство Рашку. В 1077 году папа Григорий VII по просьбе Михаила предоставил ему титул короля. Он был первым известным сербским королем.
Согласно Летописи попа Дуклянина Дуклянское государство делилось на области во главе с жупанами (comes). На саборах с участием чиновников и знати решались важные государственные вопросы. Константин Бодин (1082 — ок. 1101) поставил у власти в Рашке жупанов Вукана и Марка. При Константине Бодине Дуклянское государство охватывало все сербские земли, включая Рашку, Боснию и Захумье. Барская епископия была преобразована в митрополию. В начале XII века обострилась междоусобная борьба. После смерти Бодина или ранее государство распалось. Последующие правители Зеты находились в полной зависимости от Византии или Рашки.
С XI века в качестве названия государства всё чаще употреблялось слово Зета (предположительно, от древнеславянского слова жнец).

### В Сербии Неманичей

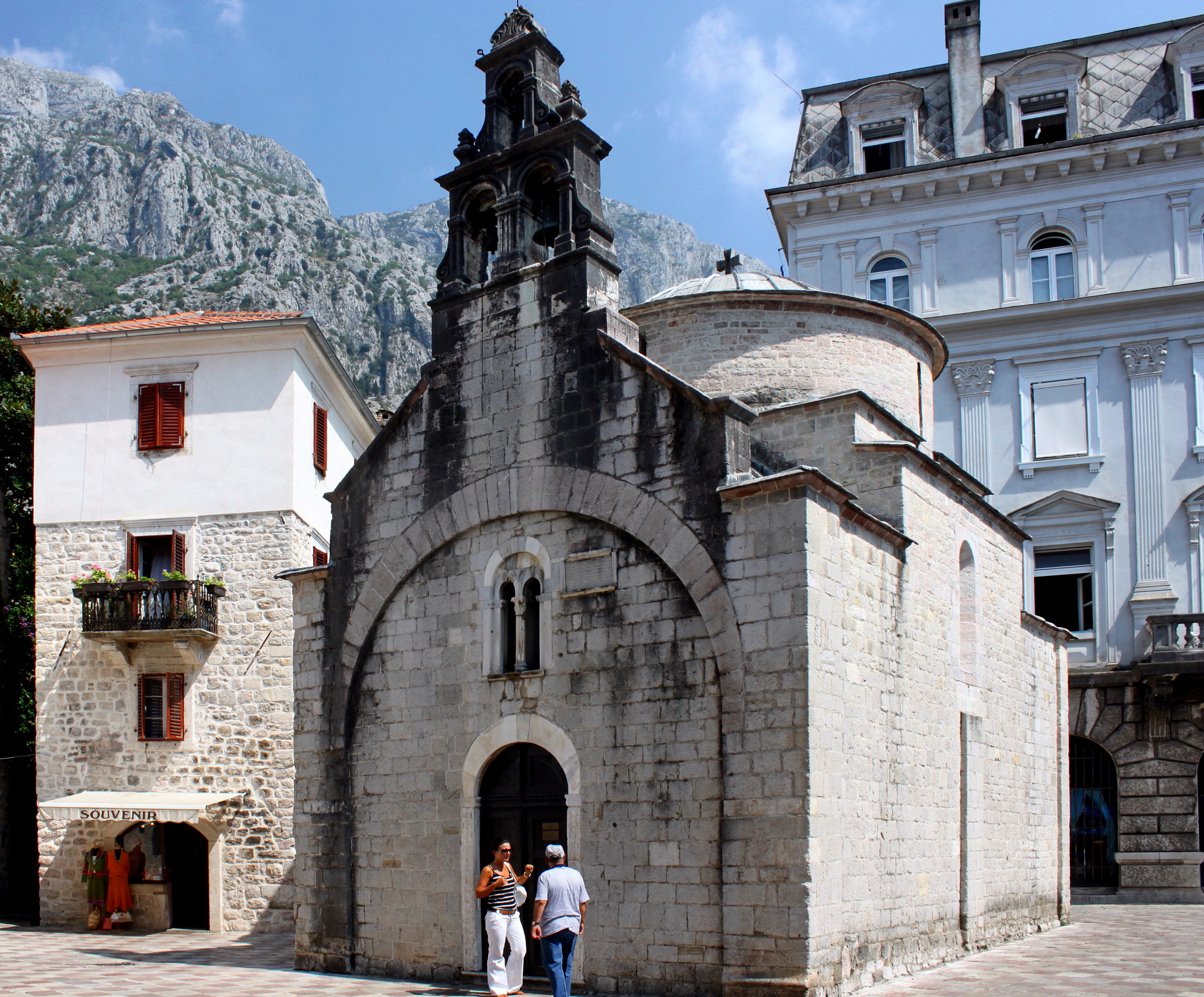
Церковь св. Луки в Которе, XII век

Сербия в конце 13 века. Современная территория Черногории отмечена желтым цветом

После прекращения династии Воиславичей  Зета была окончательно присоединена к Рашке во время правления великого жупана Стефана Немани (ок. 1168—1196), который изгнал зетского князя Михаила. Сам Стефан Неманья был из Зеты, из региона современной столицы Черногории, Подгорицы. Подгорицу до сих пор называют «городом Немани». Вместе с Травунией Зета была передана в управление престолонаследнику Вукану. В 1186 году Стефан Неманя завоевал Котор и присоединил его к Сербскому государству.
Период династии Неманичей в истории территории, занимаемой современной Черногорией, запомнился больше всего в фольклоре и топографии Черногории. Это был период наивысшего культурного, экономического и политического развития региона. Также эпоха, когда христианское православие утверждалось больше всего и по сей день остается самой доминирующей религией в Черногории.
На морском побережье в XIII—XIV веках крупнейшим городом был Котор, поддерживавший активные торговые связи с континентальными районами Сербии. Население Будвы, Бара, Улциня было занято в основном мореходством, а также судостроительством. Эти города пользовались самоуправлением, имели свои статуты. Население этих городов делилось на городскую знать — властелу и обычных горожан — пучан. Постепенно роль народных скупщин в городском управлении упала, и власть перешла в руки патрициата, вошедшего в состав Великого веча.
Весной 1332 года часть зетской знати приняла участие в мятеже на стороне молодого Стефана Душана.

### Зетское княжество и Сербский деспотат

Верхняя и Нижняя Зета в XV веке

При распаде Сербо-греческого царства владетели Зеты — Балшичи оставаясь частью Сербии, однако, они выражали большую степень автономии, поскольку это был период феодального распада Сербской империи. В 1385 году Балша II погиб в битве с турками, его зетские владения достались Георгию II Страцимировичу. Вук Бранкович принял участие в сербской коалиции против турок, которая потерпела поражение в Косовской битве 15 июня 1389 года. К концу XIV века большинство владетелей внутренних районов Зеты превратились в турецких вассалов. В 1396 году Георгий II Страцимирович отдал Венеции порт Свети Срдж на Бояне, города Скадар и Дриваст.

Сербский деспотат в 1422 году под властью Стефана Лазаревича

После смерти Балши III в 1421 году Зета перешла в наследство сербского деспота Стефана Лазаревича. Он продолжил войну с венецианцами, но вскоре заключил мир и передал Венеции приморскую общину Паштровичи и города Котор, Улцинь, Скадар и Леш.
В 1439 году Зета стала протекторатом Венеции под властью местного феодального рода Черноевичей и получила нынешнее название Черногория (серб. Црна Гора, или итал. Montenegro — Чёрные Горы). Иван I Черноевич перенёс столицу в город Цетинье.
Внутренние районы Зеты постепенно переходили под власть турок. В 1455 году горная часть Зеты к западу от реки Морачи, которая в этот период уже упоминается под названием Черногория, подчинилась Венеции. Опираясь на материальную помощь Венеции правитель Верхней Зеты Стефан Черноевич оказывал туркам сопротивление. Сын Стефана — Иван Черноевич (1465—1490) предпринял попытку занять венецианское приморье, но вскоре пошёл на примирение с Венецией. После занятия турками равнинной части Черногории Иван Черноевич бежал в Италию. Воспользовавшись начавшейся в Турции борьбой за власть после смерти султана Мехмеда II, Иван Черноевич вернулся на родину и признал себя вассалом Турции. В труднодоступной местности Иван основал Цетинский монастырь, ставший для него резиденцией. После его смерти началась борьба между его сыновьями. А в 1496 году самостоятельность Черногории была ликвидирована турками. Многие местные феодалы бежали или были истреблены. В то же время в горных районах Зеты возник слой новых феодалов, которые объединялись в «братства».

## Турецкое владычество
К 1499 году турки завоевали владения Черноевичей и подчинили всю территорию Черногории, за исключением некоторых городов Которской бухты, оставшихся под управлением венецианцев.

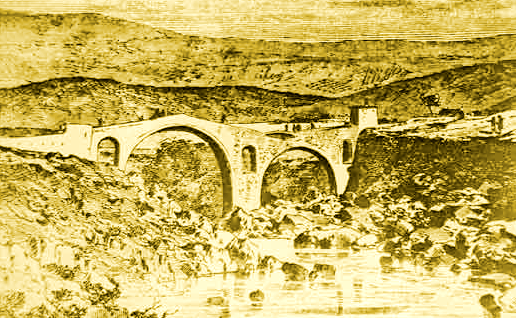
Визирев мост через Морачу, построенный в XVI веке

В результате турецкого завоевания почти все земли Западных Балкан были охвачены усилившимся перемещением и миграцией населения. За счёт тех, кто бежал от турок, возросло количество жителей Черногории, Брды и Герцеговины. Сельское население после турецкого завоевания сербских земель в значительной мере состояло из скотоводов-влахов. Кроме Черногории скотоводы преобладали также в рядом расположенных горных районах Герцеговины и остальной Сербии. Со временем влахи сливались с остальной райей.
В 1499 году Черногория вошла в состав Скадарского санждака. В 1513 году здесь был образован самостоятельный санджак под управлением сына Ивана Черноевича — Скендер-бега, перешедшего в ислам. Вместо харача и других податей в Черногории была введена филурия с дома, которая обычно распространялась на влахов. После смерти Скендер-бега в 1523 году Черногория лишилась самостоятельности. Здесь не было владений турецких феодалов — она считалась султанским хасом. Со временем низменные районы страны — вокруг Жабляка, Подгорицы и другие оказались под турецкими феодалами. В горных районах турецкая власть оставалась слабой. Вероятно, с конца XVI века филурия была заменена общей данью (харачем). Скотоводческие общины в горных районах Черногории, Брды и Герцеговины пользовались широкими правами. Турецких феодалов и чиновников там не было, и власть находилась в руках кнезов, воевод и сердарей, которые возглавляли кнежины — территориальные объединения, входившие в свою очередь в состав нахий. Территориальные общины делились на братства, а те в свою очередь на семьи. Члены большой патриархальной семьи — задруги — вели коллективное хозяйство. Широкое распространение в Черногории получила кровная месть. Крайняя нехватка пригодной для хозяйственной деятельности земли и другие причины приводили к вооружённым столкновениям между общинами. Кнезы, воеводы и сердари постепенно отделялись от остальных крестьян и часто становились фактически мелкими феодалами. Сербская православная церковь, юрисдикция которой распространялась на Черногорию, вероятно, в 1520-х годах была подчинена Охридскому архиепископству. В 1557 году сербская Печская патриархия была восстановлена.
С конца XVI века некоторые племенные старейшины, кнезы и воеводы в Черногории устанавливали политические отношения с заграницей. В 1597—1598 годах в различных областях Черногории, Герцеговины и остальной Сербии происходили антитурецкие восстания, рассчитанные на помощь со стороны папства, владетельных домов Италии, а также со стороны Испании. В Герцеговине тогда произошло крупнейшее сербское восстание, которым руководил никшичский воевода Грдан. В 1604 году в сражении у Лешкополья черногорцам и герцеговинцам удалось разбить силы скадарского сандажбега.

### Освободительная борьба в XVII—XVIII веках

Границы Старой Черногории

Во время турецкого владычества Черногория занимала небольшую часть современной территории. По сравнению с другими сербскими землями в общественно-экономическом отношении Черногория была отсталой областью. Обрабатываемой земли в горах было мало, черногорцы занимались в основном скотоводством, и обычно страдали от голода. Они вели торговлю с рядом расположенными городами — Подгорицей, Никшичем, Спужем, Скадаром, но в первую очередь с Котором, через который черногорцы сбывали на рынок скот и продукты скотоводства, и покупали хлеб, соль, порох. На основе кнежин со временем образовались племена (территориально-административные единицы), которые состояли из нескольких братств. Племена сообща вели военные действия. Все взрослые члены племени собирались на общее собрание — збор, на котором решались самые важные вопросы жизни черногорцев. Но фактически власть находилась в руках старейшин — воевод и кнезов, которые фактически занимали свои должности по наследству. Посредниками в связях черногорцев с турецкими властями выступала спахия или главный кнез всей Черногории, власть которых была невелика. Племена постоянно враждовали между собой. Политика исламизации привела к появлению в Черногории потурченцев. Единственным фактором, объединявшим всех черногорцев, являлась православная церковь во главе с черногорским митрополитом (владыкой). Митрополиты пребывали в Цетинском монастыре, который находился в неприступной местности Катунской нахии. Монастырь имел феодально-зависимых крестьян. В XVII веке турецкие власти и феодалы усилили давление на черногорцев, стремясь обязать их регулярно платить харач, ввести новые подати и лишить черногорцев прав и привилегий. В ответ черногорцы во главе с митрополитами и отдельными воеводами и кнезами оказывали активное сопротивление. В XVII веке с целью добиться повиновения населения Черногории султаны систематически направляли сюда карательные экспедиции.
Близость Черногории к венецианским владениям на Адриатике в XVII веке способствовала установлению политических связей с Венецианской республикой. Черногорцы подняли антитурецкое выступление в период Кандийской войны между Турцией и Венецией. В 1648 году збор Черногории постановил принять Черногорию под протекторат Венеции на определённых условиях. Но из-за военных неудач венецианцев этот акт не получил реального воплощения. Во время войны «Священной лиги» венецианцы рассчитывали вести военные действия с турками руками местного населения. Чтобы предупредить восстание черногорцев, к которому их склоняла Венеция, скадарский паша выступил против черногорцев и разгромил их в сражении у Вртельской (1685). В 1688 году черногорцы продолжили антитурецкую борьбу. После удачной для черногорцев битвы у села Крусы черногорский збор во главе с митрополитом Виссарионом постановил перейти под владычество Венеции и просить венецианцев о военной помощи. В 1691 году Венеция прислала в Цетинье военный отряд, который из-за своей малочисленности не смог защитить черногорцев от нападений турок. После разгрома турками Цетинского монастыря в 1692 году освободительная борьба черногорцев стала ослабевать.

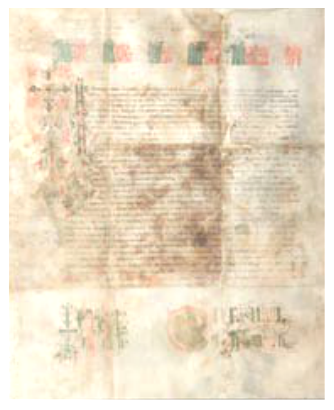
Грамота царя Петра I черногорцам (1711)

В XVIII веке освободительное движение черногорцев преследовало цель создания собственной государственности. Большое значение в этом движении сыграл период митрополита Данилы Шчепчевича (1697—1735), который происходил из племени Негушей. Важным условием успешной борьбы с турками было стремление Данилы ослабить межплеменную рознь. В 1713 году митрополит учредил общечерногорский «Суд владыки Данилы», в состав которого вошли 12 племенных старейшин. Данила решил изгнать и истребить потурченцев в Черногории. В первой половине XVIII века были установлены политические отношения с Россией. После Полтавской битвы (1709) русский царь Пётр I в новой войне с турками рассчитывал на помощь герцеговинцев, черногорцев (и всех других сербов), валахов и молдаван. В грамоте 1711 года русское правительство призвало народы Османской империи к восстанию и военной помощи России. После этого летом 1711 года черногорские четники начали выступления против турок. Вместе с герцеговинцами и брдчанами они попытались захватить города Подгорицу, Никшич, Спуж и Гацко. В 1712 году турки, во время военной экспедиции в Черногорию, были разгромлены в битве у Царева Лаза. В 1714 году турки разорили и сожгли большинство сёл в Катунской нахии, а также у племён Негушей и Озриничей. В 1715 году Данила выехал в Россию, где получил большую денежную сумму, а также церковную утварь и книги. Пётр I установил для Цетинского монастыря постоянную денежную субсидию. Во время венецианско-турецкой войны 1714—1718 годов черногорский збор вновь постановил оказать помощь Венеции. В 1717 году черногорцы значительно помогли воевавшим в Далмации венецианцам. С этого времени, по предложению венецианцев, черногорцы избрали гувернадура для управления светскими делами. Гувернадур и племенные старейшины стали получать от Венеции денежную плату.

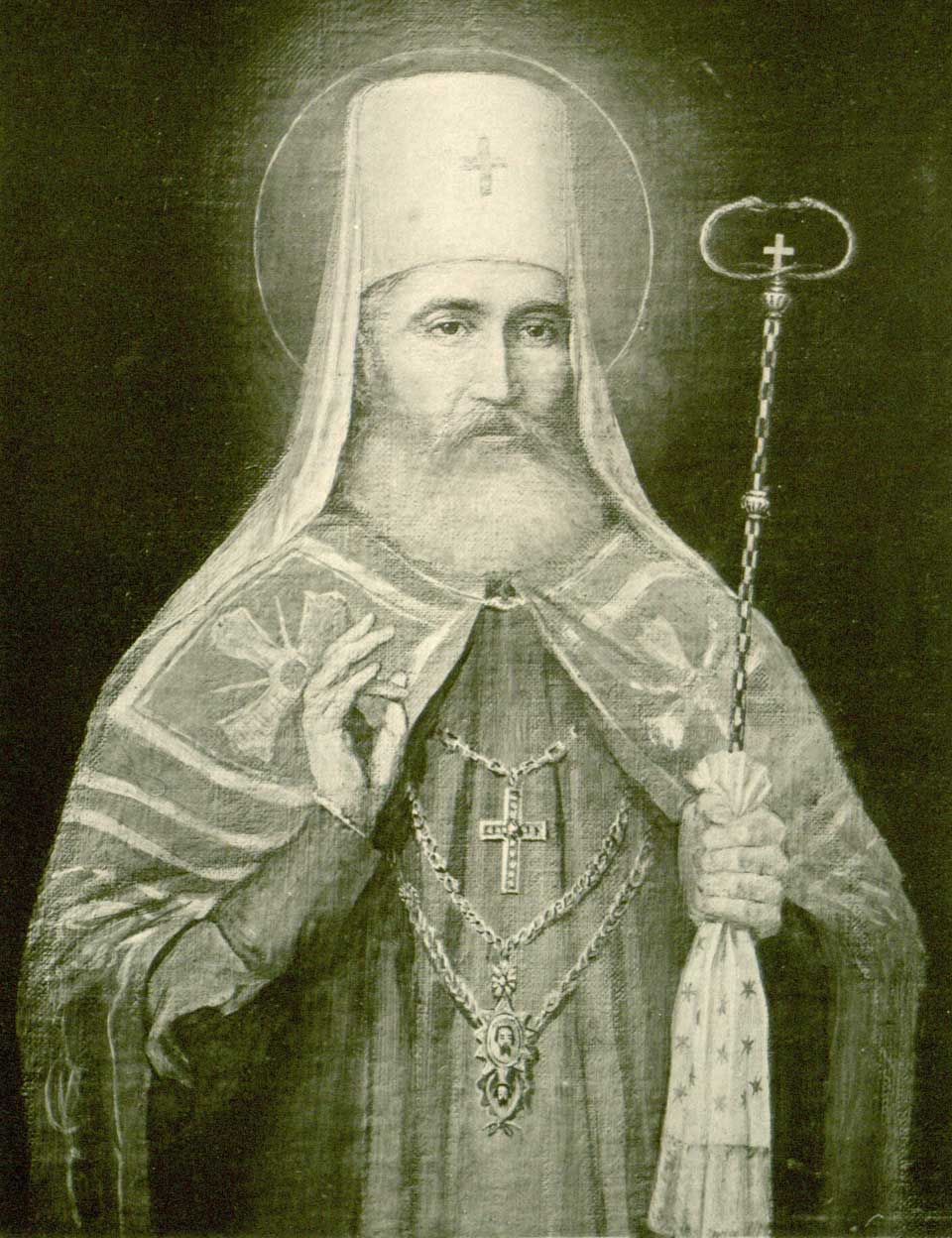
Пётр I Петрович

Митрополит Василий (1750—1766) во внешней политике всецело ориентировался на поддержку России, внутри страны пытался ослабить влияние Венеции. Василий трижды бывал в России, добиваясь для черногорцев денежных пособий. Стремясь привлечь к своей стране внимание России, Василий опубликовал в России «Историю Чёрной Горы» (1754). Владыка Степан Малый (1767—1773), выдававший себя за русского царя Петра III, стремился к порядку в Черногории и прекращению межплеменных распрей. Убийство Степана Малого не позволило закончить предпринятые им преобразования. После того, как в 1777 году приехавшие в Россию черногорцы не получили денежной поддержки, гувернадур Йован Радонич попытался сблизиться с Австрией. Новый митрополит Пётр I Петрович Негош (1784—1830) в 1785 году прибыл в Санкт-Петербург, но русские власти заподозрили его в связях с Австрией и выслали из столицы. В конце XVIII века Черногория страдала от нападений скадарского визиря Махмуда-паши Бушатли, который сжёг Цетинский монастырь. Во время русско-турецкой войны, начавшейся в 1787 году, черногорцы оказали сопротивление туркам в районе Подгорицы и Спужа.

## Черногорская государственность в Новое время
22 сентября 1796 года в битве у села Крусы черногорцы и брджани одержали победу над войском Махмуд-паши, голова визиря была доставлена в Цетинье. После этой битвы Черногория фактически превратилась в самостоятельное государство.
В 1798 году император Павел I установил для Черногории ежегодную субсидию на «общенародные надобности и учреждение полезных заведений» в одну тысячу цехинов. 18 октября 1798 года племенные старейшины приняли первый общечерногорский законник Черногории и Брды. Этот кодекс предусматривал ежегодный налог в размере 60 динаров с каждого дома, смертную казнь за кровную месть. В 1798 году был учреждён высший государственный орган Черногории — «Правительство суда черногорского и брдского». Стремясь овладеть Бокой Которской, владыка Пётр I воспользовался падением Венецианской республики и в 1797 году направил войска в Жупу и Будву. Но Австрия помешала реализации плана Петра.

### Первая половина XIX века
Черногорцы (1820)
После сражения при Крусах к Черногории присоединились брдские племена белопавличи и пиперы. В начале XIX века Черногорию населяло 60 тысяч жителей, её территория составляла приблизительно 1200 км². В стране насчитывалось 116 сёл. Дома черногорцев были небольшими, построенными из неотёсанных камней, с соломенной крышей. До 1878 года в Черногории не было городов. Столица Цетине в 1830-х годах состояла из монастыря и нескольких десятков домиков. Население было занято преимущественно полукочевым скотоводством — разведение в основном овец и коз. Земледелие было развито в Белопавличах, Риекской и Црмницкой нахиях. Крестьяне сеяли картофель и кукурузу, а также овёс, ячмень, пшеницу, рожь. Хлеб привозился из-за границы. В Црмнице занимались также виноделием, а в Риекской нахии — рыболовством на Скадарском озере. Крупное землевладение было сосредоточено в руках Цетинской митрополии. Значительная часть земли принадлежала общинным и племенным вождям. Кроме сельского хозяйства старейшины извлекали доход от торговли и ростовщичества. У черногорцев ещё существовали задруги, кровная месть и кровно-родственные связи внутри братств. Административно-территориально страна состояла из нахий, которые делились на племена (объединения братств). Возделываемая земля и часть пастбищ являлись собственностью семей. Большая же часть пастбищ, водоёмов и лесов находилась в коллективном владении сёл, братств и племён.
В Черногории в первой половине XIX века преобладало натуральное хозяйство. Черногорцы редко занимались ремёслами. Постоянная торговля велась в Риеке Црноевича. В Сливле и Вирпазаре периодически проходили базары. При отсутствии черногорской монеты в ходу были турецкие и австрийские деньги. Пути сообщения отсутствовали. Между Цетине и Риекой Црноевича гужевая дорога была проложена в 1839—1840 годах. В это время оживились торговые отношения с городами Османской империи: Подгорицей, Никшичем, Скадаром.

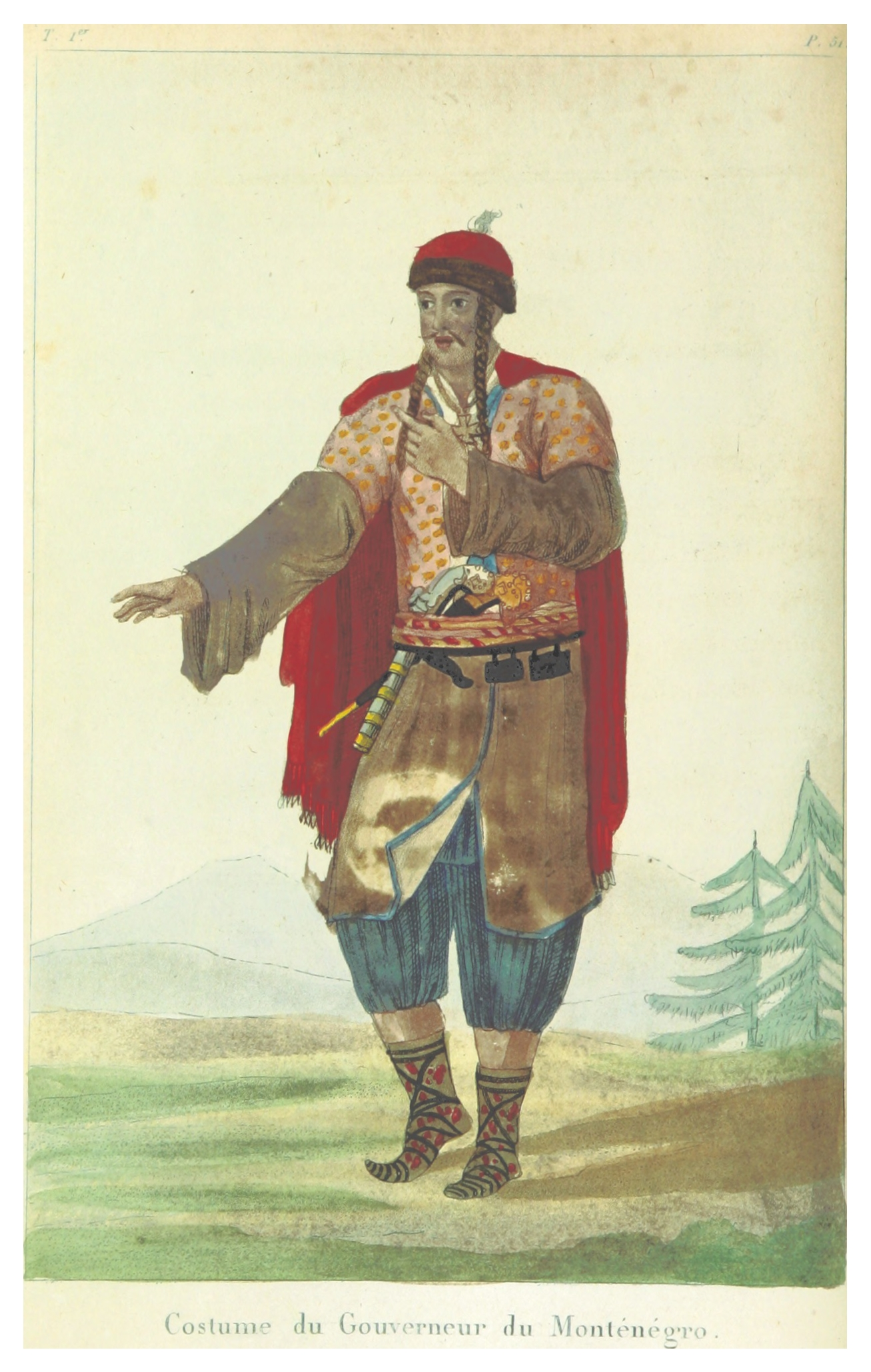
Гувернадур Черногории (1820)

Когда в 1803 году владыка пошёл на сближение с Францией, Россия направила в Черногорию посланника М. Ивелича, который должен был потребовать от Петра I явиться на суд российского синода. В 1804 году правительство Черногории направило русскому царю ответ, в котором сообщило, что митрополит не подвластен российскому синоду. В дальнейшем черногорцы совместно с русскими оказали сопротивление французским войскам у Цавтата и Дубровника. По Тильзитскому миру (1807) Бока Которская была передана французам, и черногорские войска покинули её. В письме русскому царю от 1806 года Пётр I выдвинул идею создания Славяно-сербского царства со столицей в Дубровнике. Во время русско-турецкой войны 1806—1812 годов черногорцы выступили против турок. В 1813 году Пётр I при поддержке англичан занял Боку Которскую. 29 октября того же года скупщина в Доброте постановила об объединении Боки Которской с Черногорией. Но Венский конгресс (1815) передал Боку Которскую Австрии. В 1815 году в Черногории начался голод, группа черногорцев эмигрировала в Россию. В 1820-е годы много черногорцев переехало в Сербию. После того, как в 1820 году черногорцы совместно с герцеговинцами оказали сопротивление войскам боснийского визиря, племена Ровцы и Морача присоединились к Черногории.
Преемником Петра I был владыка Пётр II Петрович Негош (1830—1851). 17 ноября 1830 года скупщина лишила Вуко Радонича звания гувернадура, который затем был изгнан из Черногории. В 1831 году на родину прибыли Матей Вучичевич и Иван Вукотич, которые привезли деньги из России и приняли участие в ликвидации должности гувернадура. В 1831 году вместо Правительства суда был учреждён Правительственный сенат. Тогда же была создана гвардия, наделённая полицейскими полномочиями и функцией охраны государственной границы. Петру II удалось подавить разгоревшийся сепаратизм в Црмницкой нахии и среди племён Пиперы, Кучи. В результате преобразований, проведённых в первой половине XIX века, черногорские митрополиты превратились в самодержавных правителей. После того, как в 1831 и 1832 годах черногорцы попытались занять Подгорицу, турецкие войска напали на страну, но в сражении у Мартиничей 22 апреля 1832 года были разбиты.
В 1833 году в Цетине была основана первая в Черногории начальная школа, а в 1834 году — типография. В 1833 году Пётр II приехал в Санкт-Петербург, где получил сан архиерея. Россия продолжала выплачивать Черногории ежегодную субсидию, размер которой после второй поездки Петра II в Россию в 1837 году был увеличен в девять раз.

### Вторая половина XIX века

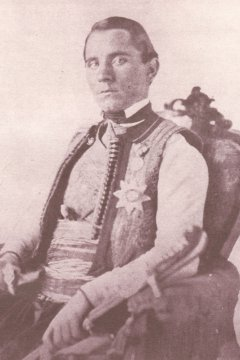
Князь Данила: первый светский правитель Черногории

В 1850-е годы турецкое правительство рассматривала Черногорию как часть Османской империи. В 1851 году преемник Негоша Данило подавил сепаратистскую деятельность в Црмнице и в племени пиперов. В 1852 году Данило провозгласил себя князем, а также провозгласил себя «воеводичем сербским». Таким образом Черногория стала светским княжеством. Государство начало оказывать поддержку герцеговинцам сербам в освободительной борьбе против турок. Турция враждебно восприняла провозглашение в Черногории новой формы правления. В декабре 1852 года турецкая армия вторглась в глубь Черногории. Дипломатическое вмешательство Австрии и России привело к окончанию войны. В 1855 году был принят новый свод законов — «Обштий земальский законик», который установил равенство граждан перед законом. 1 мая 1858 года между черногорцами и турками произошла Граховская битва. После того, как к берегам Адриатики были направлены российские и французские корабли, Турция заключила мир, уступив Черногории Грахово и некоторые другие территории. После этой битвы при участии Франции и России в апреле 1859 года между Черногорией и Турцией была установлена граница. К Черногории отошли некоторые албанские и герцеговинские земли, в том числе Никшичская жупа. В 1861 году в стране разразился сильный голод. Из-за отсутствия выхода к морю и экономической отсталости усиливалась экономическая зависимость от рынка Австрии.
В 1862 году Черногория поддержала герцеговинское восстание герцеговинских сербов, в связи с чем турки вторглись в Черногорию. От полного поражения Черногорию спасло дипломатическое вмешательство Франции и России. По итогам мирного соглашения были срыты укрепления, а османские войска размещены на территории Черногории (выведены к концу 1866 года под давлением России). После убийства Данилы новым князем стал Никола (1860—1918), который считал, что его династия должна выполнить миссию объединения сербских земель. В новой войне с турками в 1862 году Черногория потерпела поражение. По сербо-черногорскому договору от 23 сентября 1866 года князь Никола во имя объединения Сербии и Черногории выражал согласие отречься от власти в пользу династии Обреновичей. После убийства сербского князя Михаила в 1868 году союз между государствами распался, и Никола вновь стал притязать на ведущую роль в деле объединения сербских земель. В 1871 году для борьбы за освобождение и объединение сербов в Цетине была создана «Дружина», члены которой начали подготовку восстания в югославянских землях, включая Герцеговину и Босниюи восстание сербов внутри них.

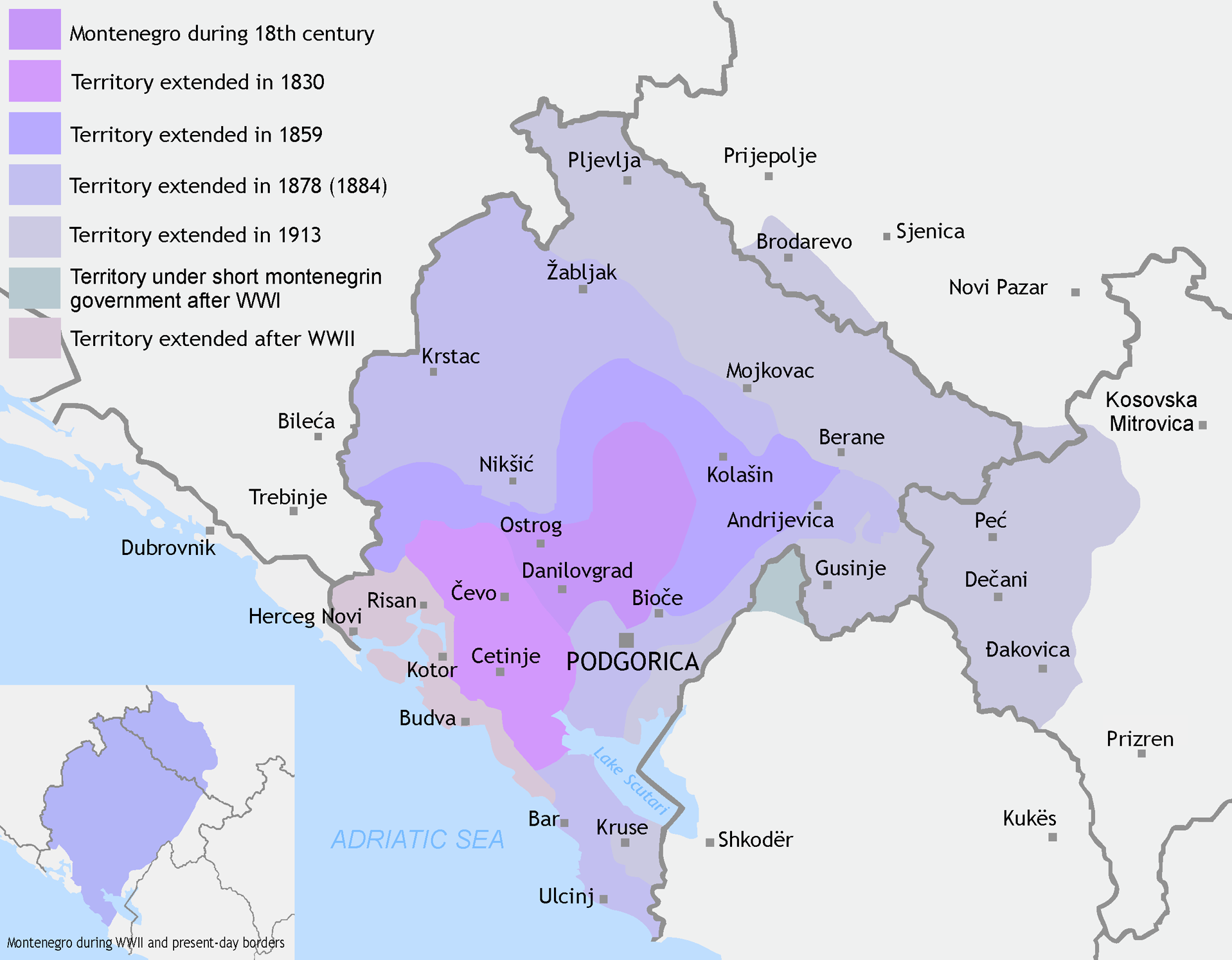
Изменение территории Черногории (1830—1944)

Во время Герцеговинско-боснийского восстания сербов(1875—1878) Черногория оказывала поддержку герцеговинским повстанцам. В июне 1876 года Черногория вместе с Сербией объявила войну Турции. 16 июля в Герцеговине в битве на Вучьем Доле черногорско-герцеговинские силы одержали победу над турецкими войсками. 2 августа на албанском фронте 5-тысячные силы черногорцев в битве на Фундине разбили 40-тысячное турецкое войско. Сан-Стефанский мир (1878) провозгласил независимость Черногории. По решению Берлинского конгресса (1878) территория Черногории увеличивалась с 4405 км² до 7 тысяч км². Черногория получила города Подгорицу, Колашин, Никшич, Жабляк, Улцинь и Бар с морским побережьем длиною 70 км.
Черногорцы селились в городах Колашине и Никшиче, откуда выселялось турецкое население. В конце 1870-х годов начались первые стихийные выступления рабочих. В 1879 году Сенат был заменён Государственным советом и Верховным судом. Территория страны была разделена на десять нахий, которые делились на капитании. В 1880 году было создано тайное оппозиционное политическое общество, которое стремилось сменить правительство и принять конституцию. Со стороны властей началось преследование оппозиционеров, многие из которых были вынуждены эмигрировать.
Данило Шчепчевич Негош установил наследственную церковную и политическую власть династии Петровичей (Негошей), переходившую от дяди к племяннику. При нём был принят первый письменный закон Черногории — Стега.
В 1888 году Никола I издал свод законов, разработанный на основе австро-венгерского.

### Начало XX века

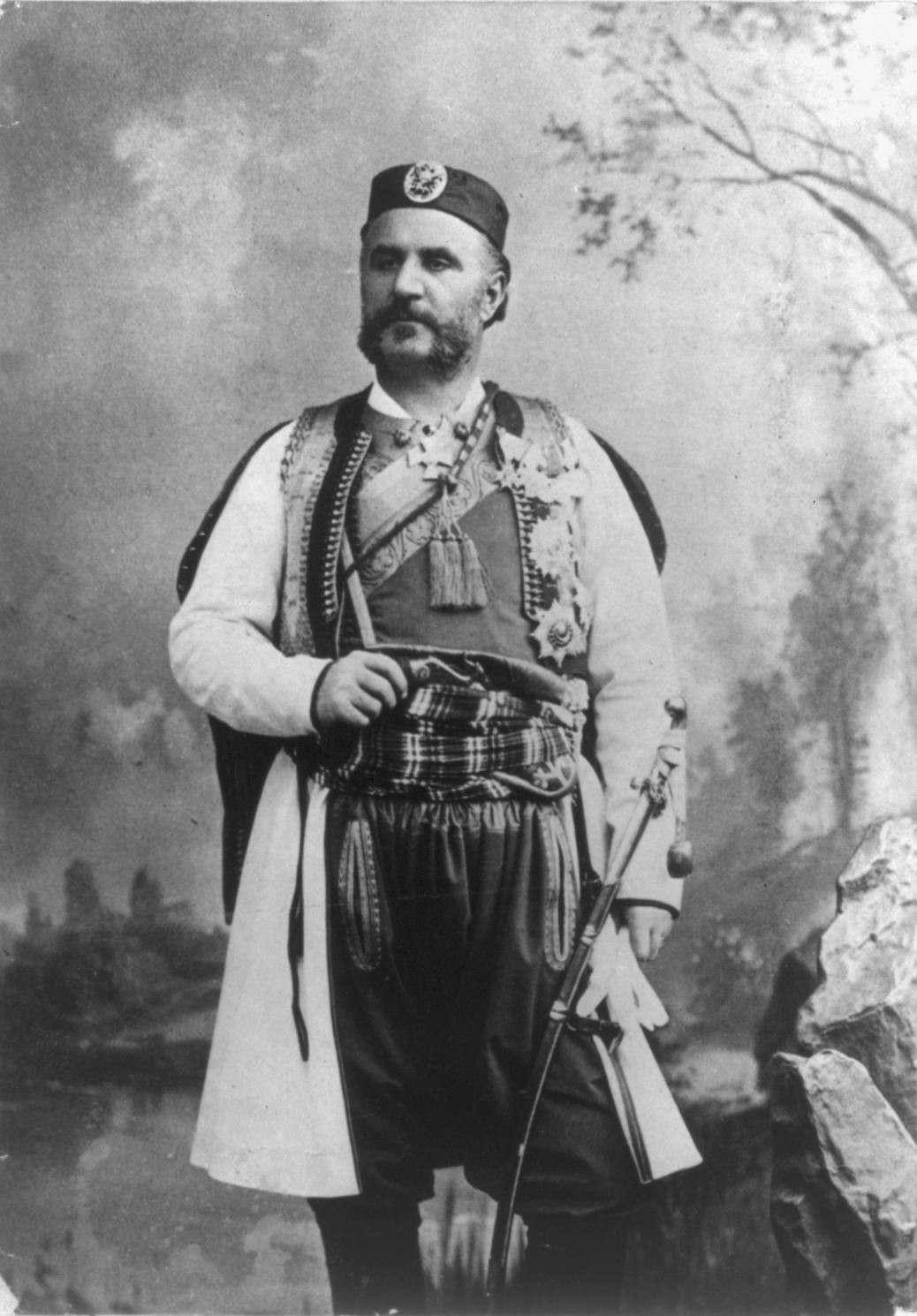
Князь Николай (1909)

флаг Черногории во время короля Николы

Под влиянием России был проведён ряд реформ, которые создали современное государство. В 1901 году был издан закон о государственном бюджете. В 1902 году Никола I Петрович торжественно объявил о начале государственных реформ. После этого было введено новое административно-территориальное деление Черногории, заменившее племенное деление: страна была разделена на области и округа. В 1905 году была введена конституция, которая была скопирована с конституции Сербии 1869 года. Вся полнота власти по-прежнему оставалась в руках князя, который назначал правительство. Скупщина была совещательным органом власти. Столица Цетине в начале XX века превратилась в город. Промышленные предприятия в большинстве своём были небольшими. В 1906 году в Подгорице итальянской компанией была построена табачная фабрика. В 1906 году началась чеканка черногорской монеты — перпера, который был приравнен к австрийской кроне. В 1901—1912 годах появилось пять банков. Самые крупные финансовые операции осуществлял Черногорский банк и Народный банк Черногорского княжества. В 1909 году была открыта узкоколейная железная дорога Бар—Вирпазар. Черногория стала зависимой от капитала Италии и Австро-Венгрии. Значительный доход бюджету страны составляла ежегодная субсидия, которая выплачивалась русским правительством.
После выборов в скупщину в октябре 1907 года Сербия разорвала дипломатические отношения с Черногорией. Во время боснийского кризиса отношения между двумя государствами были восстановлены. В начале XX века Черногория была небольшим аграрным государством, в котором на 1909 год проживали около 222 тысяч человек, из которых только 15,57 % — в городах. Сельское хозяйство было примитивным, частыми были неурожаи и голод. Например, в начале XX века голодными были 1900, 1903, 1904, 1911 и 1913 годы. В 1909 году был раскрыт заговор, участники которого преследовали цель свержения князя Николая. В том же году под руководством русского инженера Болотова проведено осушение болот около Скадарского озера. Вскоре был раскрыт ещё один заговор, участники которого планировали свергнуть Николу и возвести на престол его старшего сына Данилу, освободив политических заключённых.

#### Королевство Черногория

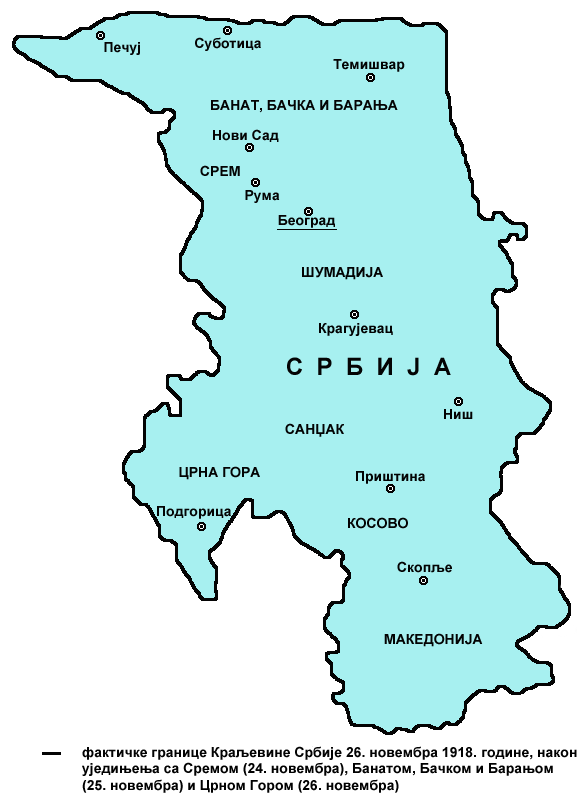
де-факто границы Королевства Сербия 26 ноября 1918 г., после объединения с Сирмией (24 ноября), Банатом, Бачкой и Бараньей (25 ноября) и Черногорией (26 ноября)

15 августа 1910 года Никола провозгласил Черногорию королевством. В предвоенные годы Никола маневрировал между Россией и Австро-Венгрией, вымогая у них субсидии. После поездки Николая в Россию в 1910 году, русское правительство в два раза увеличило ежегодную субсидию Черногории. Черногория участвовала в двух балканских войнах (1912—1913) против Турции и Болгарии. В 1913 году, с помощью армии Королевства Сербия, Никола захватил албанский Скадар.
9 октября 1912 года Черногория начала военные действия против Османской империи, чем развязала Первую Балканскую войну.
С 22 апреля по 5 мая 1913 года Черногория оккупировала город Шкодер, чем вызвала морскую блокаду со стороны Австро-Венгрии, Германии, Франции, Италии и Великобритании, так как своими действиями она затягивала мирные переговоры с Османской империей. Только после сдачи Шкодера мог быть подписан Лондонский мирный договор (1913) (30 мая 1913), по которому Черногории отходила южная часть Санджака.

### Первая мировая война
5 августа 1914 года Черногория объявила войну Австро-Венгрии. Во время Первой мировой войны армия Черногории проявила небольшую активность. После поражения сербских войск Австро-Венгрия начала вторжение в Черногорию. В начале января 1916 года черногорцами был сдан Ловчен, а вскоре и Цетине. 14 (1) января Никола направил австро-венгерскому императору Францу-Иосифу просьбу заключить мир. Но король так и не подписал акт о капитуляции, и бежал из страны.
После продолжительной оккупации Австрией Черногория была освобождена сербской армией осенью 1918 года. Вскоре здесь прошли выборы в Великую народную скупщину Черногории. Великая скупщина в Подгорице приняла программу безусловного вхождения в сербское королевство.

## Новейшее время

### В Югославии

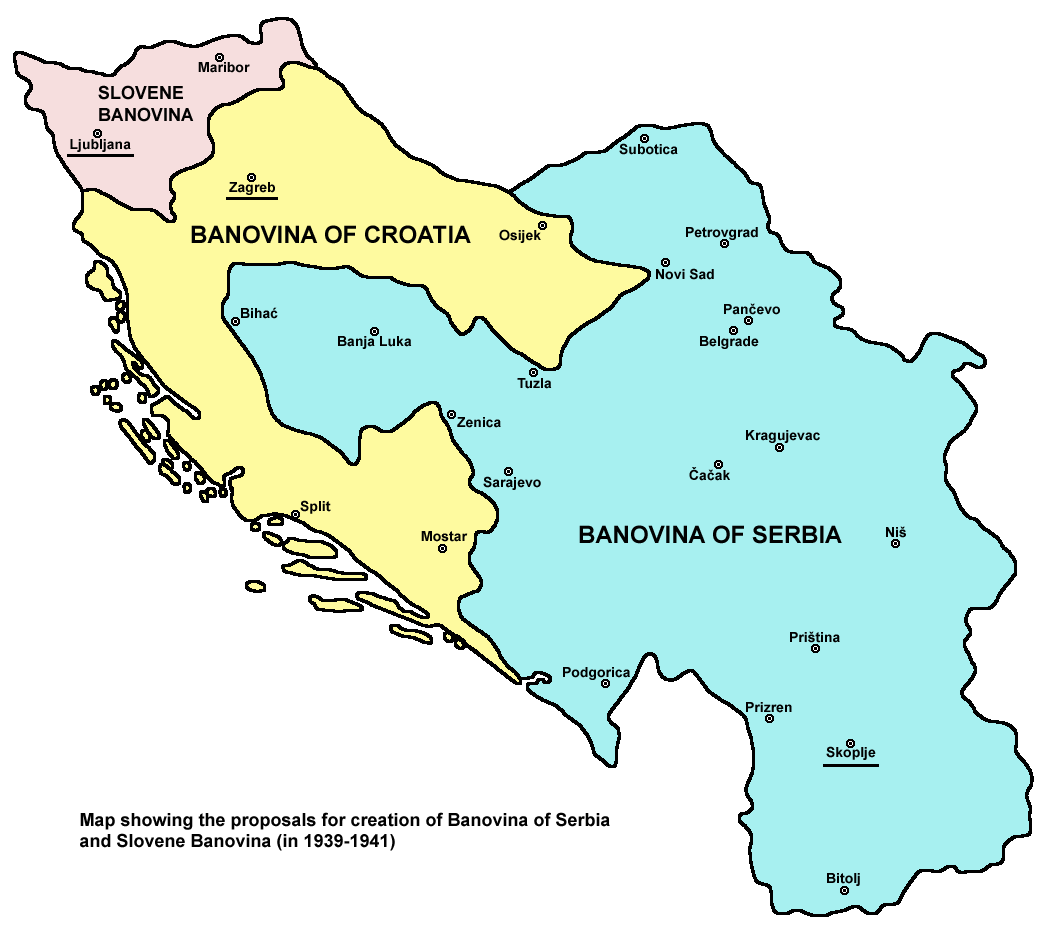
Карта, показывающая предложения по созданию Бановины Сербии и Словенской Бановины (в 1939-1941 гг.)

26 ноября 1918 года «Великая народная скупщина сербского народа Черногории», собравшаяся в Подгорице, низложила черногорскую династию Петровичей-Негошей, запретила королю Николе возвращаться из Франции и приняла решение об объединении Черногории с Сербией под управлением династии Карагеоргиевичей. 1 декабря Сербия и Черногория объединились с Государством словенцев, хорватов и сербов в новое государство — Королевство сербов, хорватов и словенцев. Согласно распоряжению от 22 апреля 1922 года Черногория в границах 1913 года была выделена в отдельную область страны.
Даже после создания Югославии черногорцы, остававшиеся лояльными свергнутой с трона в 1918 году династии Петровичей (в народе их называли «зеленашами»),которым помогали и подстрекали итальянцы (чья королева была членом династии Петрович-Негош), в 1919 году подняли восстание против сербской армии и её черногорских, герцеговинских и брджанских сторонников (называвшихся «белашами»).
C 26 ноября 1918 по 3 октября 1929 года Черногория была частью Сербии, а затем Королевства Сербов, Хорватов и Словенцев (КСХС), с 3 октября 1929 — частью Королевства Югославия (КЮ).

### Черногория во времяВторой мировой войны

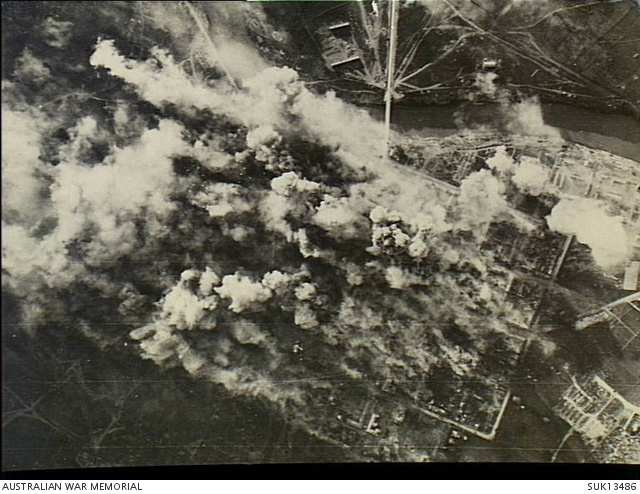
Бомбардировка Подгорицы (1944)

Во время Второй мировой войны Черногория была оккупирована Королевством Италия. От Черногории были отторгнуты некоторые восточные области и Бока Которская. Итальянский фашистский режим планировал воссоздать Королевство Черногория в качестве псевдонезависимого государства, тесно связанного с Королевством Италия личной унией. 12 июля собранный при покровительстве Италии так называемый сабор принял подготовленную в Риме декларацию о восстановлении независимой Черногории и обращение к итальянскому королю с ходатайством о назначении регента. Однако этот итальянский план был навсегда отложен после начавшегося на следующий день, 13 июля, народного восстания в Черногории. 24 июля 1941 года Муссолини возложил на командующего 9-й армией генерала Пирцио Бироли всю полноту военной и гражданской власти на территории Черногории. 3 октября 1941 года Муссолини учредил губернаторство Черногория и назначил Бироли военным губернатором. Вместе с тем в целях гражданского управления использовался сохранённый местный югославский административный аппарат, возглавляемый итальянскими офицерами.
С сентября 1943 года Черногория находилась под немецкой оккупацией.
Во время оккупации происходило сильное сопротивление коммунистов, хотя до 1943 года наиболее сильными были позиции четников. В ноябре 1943 года при их ведущем участии было создано Краевое антифашистское вече народного освобождения, которое в июле 1944 года превратилось в Антифашистскую скупщину, а в апреле 1945 — в Народную скупщину Черногории. Фактически с 1944 по 1945 год Черногория находилась под контролем партизан.
247 местных уроженцев были удостоены высшей награды СФРЮ — Ордена Народного героя.

### Черногория в титовской Югославии
С 29 ноября 1945 по 31 января 1946 года Черногория была частью Федеративной Народной Республики Югославия (ФНРЮ).
По конституции 1946 года Черногория стала одной из шести народных республик в составе Югославии.
31 декабря 1946 года была принята конституция Народной Республики Черногории.
С 1947 по 1965 год объём промышленного производства в республике увеличился в 21,7 раза.
С 7 июля 1963 по 1992 год Черногория была Социалистической Республикой в составе Социалистической Федеративной Республики Югославии (СФРЮ). При этом республика в 1947—1990 годах неизменно официально числилась недостаточно развитой территорией и получала дотации и льготные кредиты из федерального центра (в том числе из специального Фонда Федерации для кредитования экономически недостаточно развитых республик и областей).
10 января 1989 года в Титограде прошла демонстрация перед зданием местного парламента с требованием отставки правительства, которое выполнило это требование уже на следующий день.
2 декабря 1991 года ЕС принял решение ввести экономические санкции против Сербии и Черногории. 1 марта 1992 года в Черногории состоялся референдум, на котором за вступление в Югославию проголосовало 95,94 % участвовавших. 27 апреля 1992 года представители Черногории и Сербии провозгласили продолжение правового статуса СФРЮ в новом государстве — Союзная Республика Югославия.
В титоистской Югославии сербское население Черногории было притеснено и вынуждено объявить себя «этническими черногорцами». Это была ситуация, когда население Черногории, как и во время австрийской и итало-немецкой оккупации, было вынуждено десербанизироваться.

### Курс на независимость
С 28 апреля 1992 по 4 февраля 2003 года Черногория — член федерации Малая Югославия (Союзная Республика Югославия, СРЮ).
С 4 февраля 2003 по 3 июня 2006 года Черногория — член конфедеративного союза Сербия и Черногория (Государственный Союз Сербии и Черногории, ГССЧ).

### Независимая Черногория (с 2006 года)

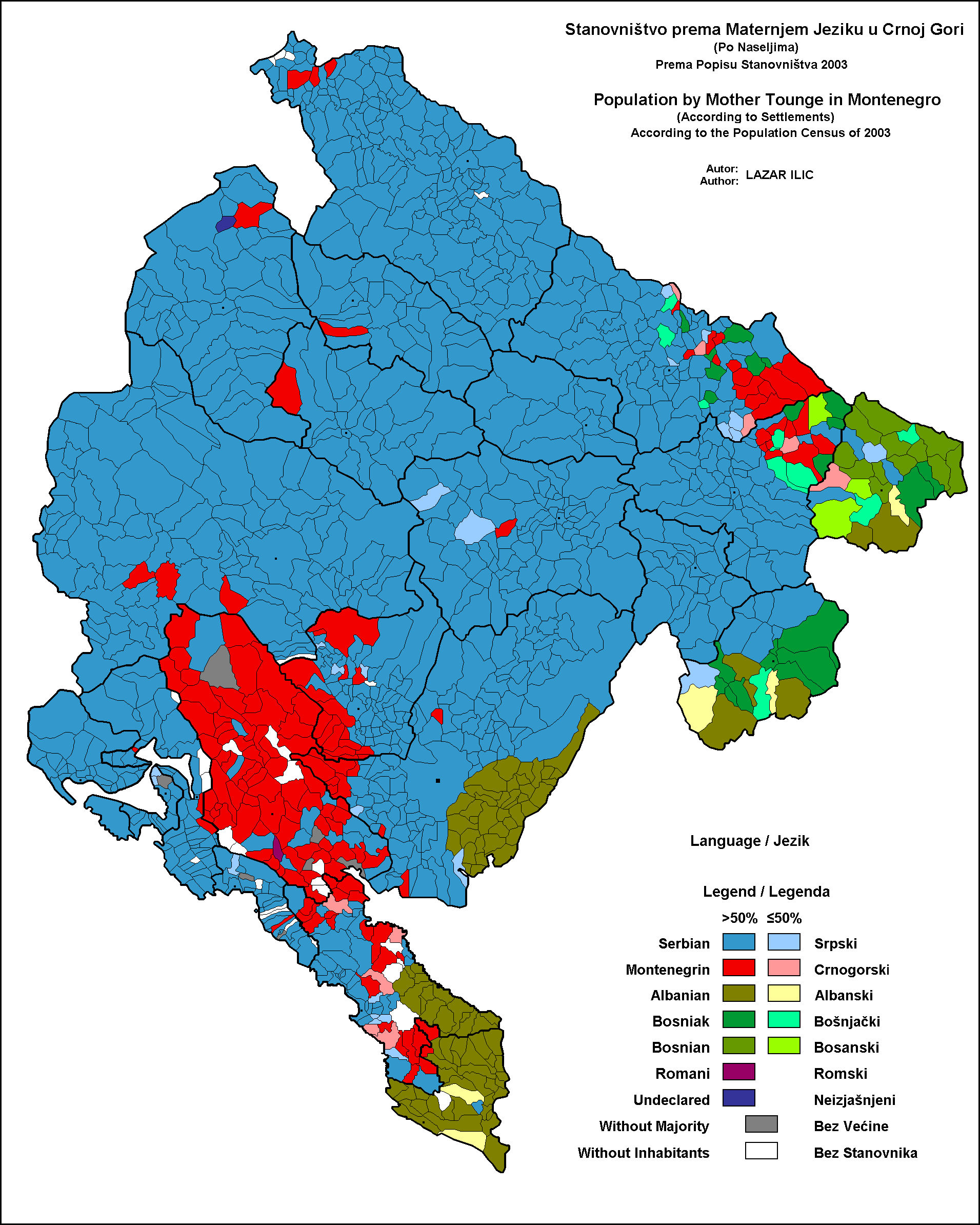
Карта языков Черногории по переписи 2003 года

4 февраля 2003 года Союзная Республика Югославия прекратила существование. На её месте появилось государственное сообщество Сербия и Черногория. 21 мая 2006 года на референдуме 55,5 % населения Черногории проголосовало за независимость республики. 3 июня парламент Черногории провозгласил независимость. 15 июня 2006 года Сербия признала независимость Черногории. Несколькими днями позже Черногория стала членом ОБСЕ и ООН.

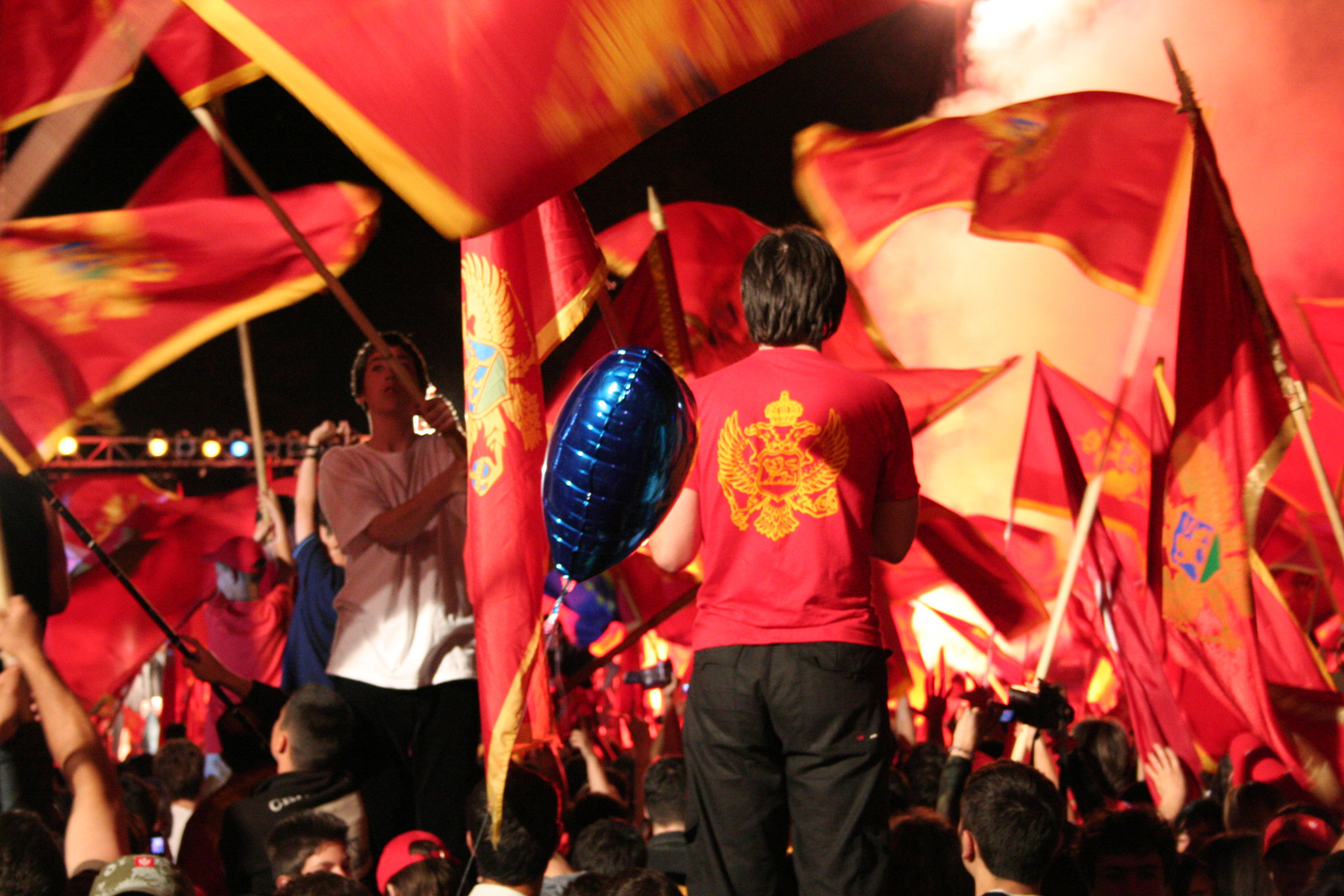
Сторонники независимости Черногории в июне 2006 г. в Цетине

10 сентября 2006 года в стране прошли первые после обретения независимости парламентские выборы, на которых победила ДПСЧ и СДПЧ (правящая коалиция) — 41 место:
6 апреля 2008 года прошли первые после обретения независимости президентские выборы, на которых победил Филип Вуянович — 51,9 % (Демократическая партия социалистов):
В декабре 2008 года Черногория подала заявку на вступление в Евросоюз.
19 декабря 2009 года произошло введение безвизового режима с ЕС. Он действителен для туристических поездок во все страны Шенгенской зоны на срок до 90 дней, но обязательным условием является то, что черногорские путешественники должны иметь биометрический паспорт.

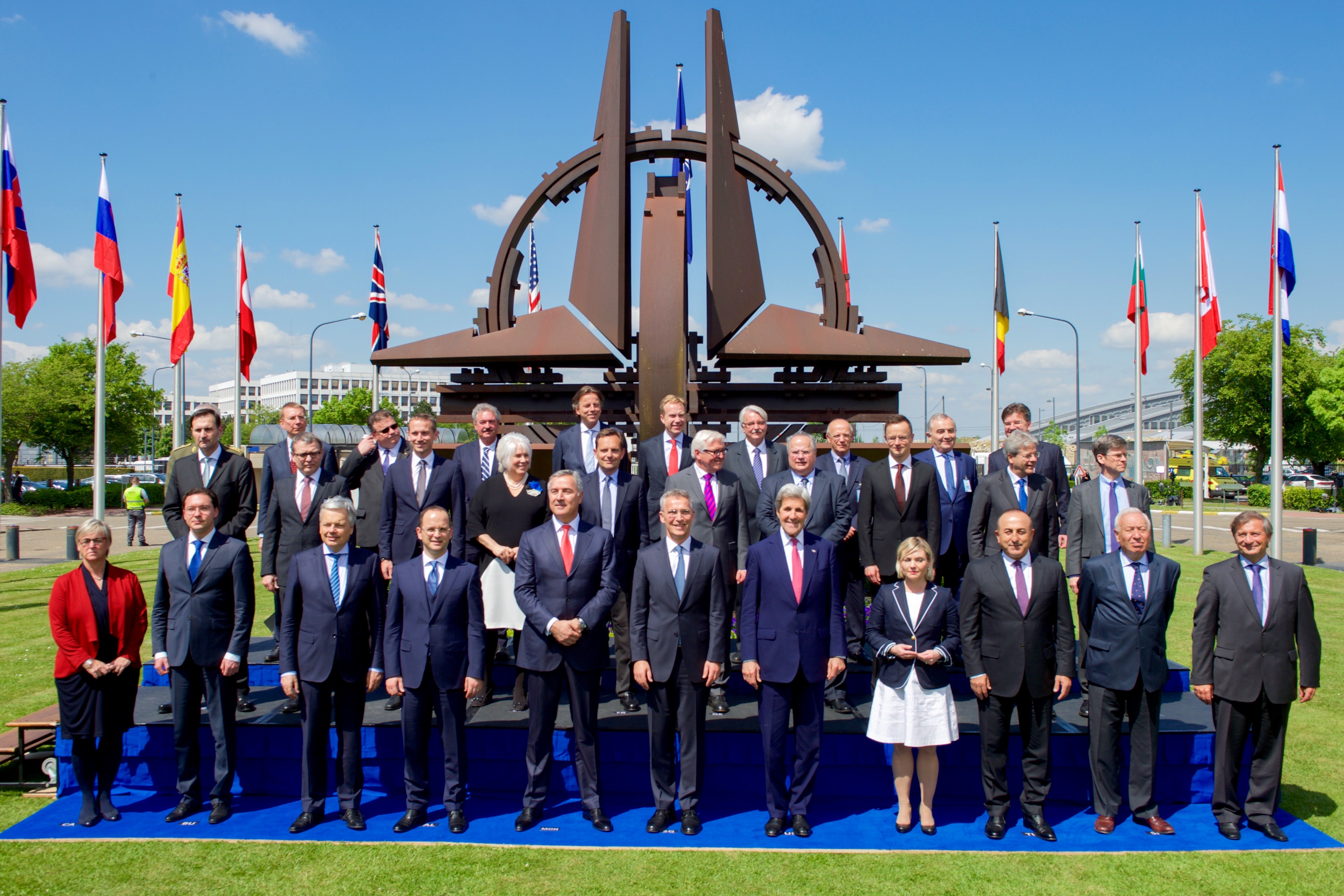
Премьер-министр Черногории Мило Джуканович, генеральный секретарь НАТО Йенс Столтенберг и их коллеги на лужайке перед штаб-квартирой НАТО в Брюсселе, Бельгия

В сентябре 2015 года в Подгорице начались массовые протесты против вступления Черногории в НАТО. 27 сентября 2015 был развёрнут палаточный лагерь, а 17 октября полиция разогнала его. Во время разгона полиция Черногории задержала 11 человек, среди которых значатся предполагаемые лидеры акции протеста и депутаты парламента от оппозиционного Демократического фронта. Социологические исследования говорят о различиях во мнениях черногорцев относительно интеграции Черногории в НАТО. Так, сербские социологические агентства в Черногории утверждают, что более 60 % населения Черногории выступают против членства в НАТО. А по данным исследованиям государственных социологических агентств эта цифра чуть меньше- 50 %. Поддержка же вступления Черногории в НАТО среди населения не превышает 40 %. С уверенностью можно утверждать, что население Черногории в вопросе о вступлении страны в НАТО поделено почти пополам.
В конце 2015 года Черногория была приглашена начать переговоры о вступлении в альянс НАТО. В мае 2016 года министрами иностранных дел 28-и стран-членов НАТО был подписан протокол о вступлении Черногории в альянс, что дало стране статус наблюдателя в Североатлантическом совете. Планы вхождения Черногории в НАТО, а также предполагаемое вступление в НАТО Боснии и Герцеговины, вызвали негативную реакцию со стороны российского руководства.
16 октября 2016 года прошло голосование в рамках выборов в Скупщину, по результатам которого четыре оппозиционные партии совокупно получили 39 из 81 места в скупщине; большинство мандатов получила Демократическая партия социалистов премьера Мило Джукановича. Оппозиция начала бойкот работы парламента. Власти заявили о имевшей место попытке государственного переворота, намечавшегося на день выборов, к которому, как было заявлено, была якобы причастна Россия. МИД РФ опровергло это и подчеркнуло то, что «ни по одному из этих голословных обвинений ни одного факта нам предъявлено не было».
5 июня 2017 года в здании Государственного департамента США в Вашингтоне прошла официальная церемония присоединения Черногории к НАТО.